# کمای جنوبی
کمای جنوبی (نام علمی: Polygonia egea) نام یک گونه از زیرخانواده فرچه‌پایان نیمفالینا است. این پروانه در جنوب اروپا زندگی می‌کند.